# هيو مكاي ساذرلاند
هيو مكاي ساذرلاند هو سياسي كندي، ولد في 22 فبراير 1843 في New London, Prince Edward Island ‏ في كندا، وتوفي في 14 أغسطس 1926 في كرويدون في المملكة المتحدة. نشط حزبياً في الحزب الليبرالي الكندي. وقد انتخب عضو مجلس العموم الكندي.